# Uroobovella similiovalis
Uroobovella similiovalis es una especie de arácnido del orden Mesostigmata de la familia Urodinychidae.

## Distribución geográfica
Se encuentra en Ecuador.